# Allan dos Santos Natividade
Allan dos Santos Natividade (født 20. februar 1989) er en brasiliansk fodboldspiller, som spiller for den japanske fodboldklub Zweigen Kanazawa.